# 国際連合安全保障理事会決議295
国際連合安全保障理事会決議295（こくさいれんごうあんぜんほしょうりじかいけつぎ295、英: United Nations Security Council Resolution 295）は、国際連合安全保障理事会において1971年8月3日に全会一致で採択された決議である。
セク・トゥーレが指導するギニアの常任代表からの書簡を受け取った後、理事会はその領土の保全と独立を支持し、当局と相談し、直ちに状況を報告するために理事会の3名のメンバーからなる使節をギニアに送ることを決めた。使節は安保理の理事長と国際連合事務総長ウ・タントの間で協議を経て任命された。
ギニア政府からの決議の要求は、1871年初期にギニアのPAIGCの独立軍ゲリラ基地とゲリラ軍の指導者に避難所を与え、支持していた国家体制に対抗してポルトガル人の指揮するポルトガル領ギニア政府が越境侵入したことで行われたものである。これは緑海作戦でギニアの首都であるコナクリの軍事施設を破壊した一年後に行われたものであった。
決議によってこれらの攻撃は収まったが、国境の緊張は1974年4月25日に起きたカーネーション革命によって1974年9月10日にギニアビサウが独立するまで続いた。

## 註
1. ↑  Associated Press (November 23, 1970). "Guinea Reports Invasion From Sea by Portuguese; Lisbon Denies Charge U.N. Council Calls for End to Attack Guinea Reports an Invasion From Sea by Portuguese". The New York Times.